# Alex Porto
Alexandre Pinheiro Porto Aquino, hay Alex Porto (sinh ngày 21 tháng 5 năm 1986) là một cầu thủ bóng đá người Brasil thi đấu cho Vizela. Anh cũng mang quốc tịch Bồ Đào Nha.

## Sự nghiệp câu lạc bộ
Anh ra mắt chuyên nghiệp tại Campeonato Mineiro cho Boa vào ngày 27 tháng 2 năm 2010 trong trận đấu trước Cruzeiro.